# Raymond Jonson
Raymond Jonson (* 18. Juli 1891 in Chariton, Iowa; † 10. Mai 1982 in Albuquerque, New Mexico) war ein US-amerikanischer Maler und Vertreter der Moderne, der für seine abstrakten Darstellungen des amerikanischen Südwestens bekannt wurde.

## Leben
Geboren als Carl Raymond Johnson, änderte er seinen Namen später in Raymond Jonson, um seine schwedischen Wurzeln zu betonen. Seine künstlerische Ausbildung begann er an der Chicago Academy of Fine Arts und setzte sie am Art Institute of Chicago fort. 1913 beeindruckte ihn die Armory Show, insbesondere die Werke von Wassily Kandinsky, die seinen späteren Stil beeinflussten. 
Ein Sommeraufenthalt in Santa Fe 1922 veranlasste Jonson, sich zwei Jahre später dauerhaft in New Mexico niederzulassen. Fünfundzwanzig Jahre lang lehrte und malte er in Santa Fe und schuf rhythmische, skulptural modellierte Landschaften, die eine dem Land zugrunde liegende Lebenskraft suggerieren. Ab 1934 lehrte er an der University of New Mexico in Albuquerque. 1938 gründete er zusammen mit Emil Bisttram die Transcendental Painting Group, die sich der Förderung abstrakter Kunst widmete. 
In den späten dreißiger Jahren experimentierte er mit Airbrush-, Collage- und Spraytechniken. Jonson setzte seine abstrakten Arbeiten fort, nachdem er 1949 an die University of New Mexico berufen worden war.

## Werk
Raymond Jonsons Werk zeichnet sich durch eine Entwicklung von figurativen Darstellungen hin zu abstrakten und gegenstandslosen Kompositionen aus. Beeinflusst von Kandinsky und Piet Mondrian experimentierte er mit Farbe, Form und Licht, um spirituelle und emotionale Erfahrungen auszudrücken. Seine Werke sind für ihre biomorphen Elemente und geometrischen Abstraktionen bekannt.